# Johan de Ducq

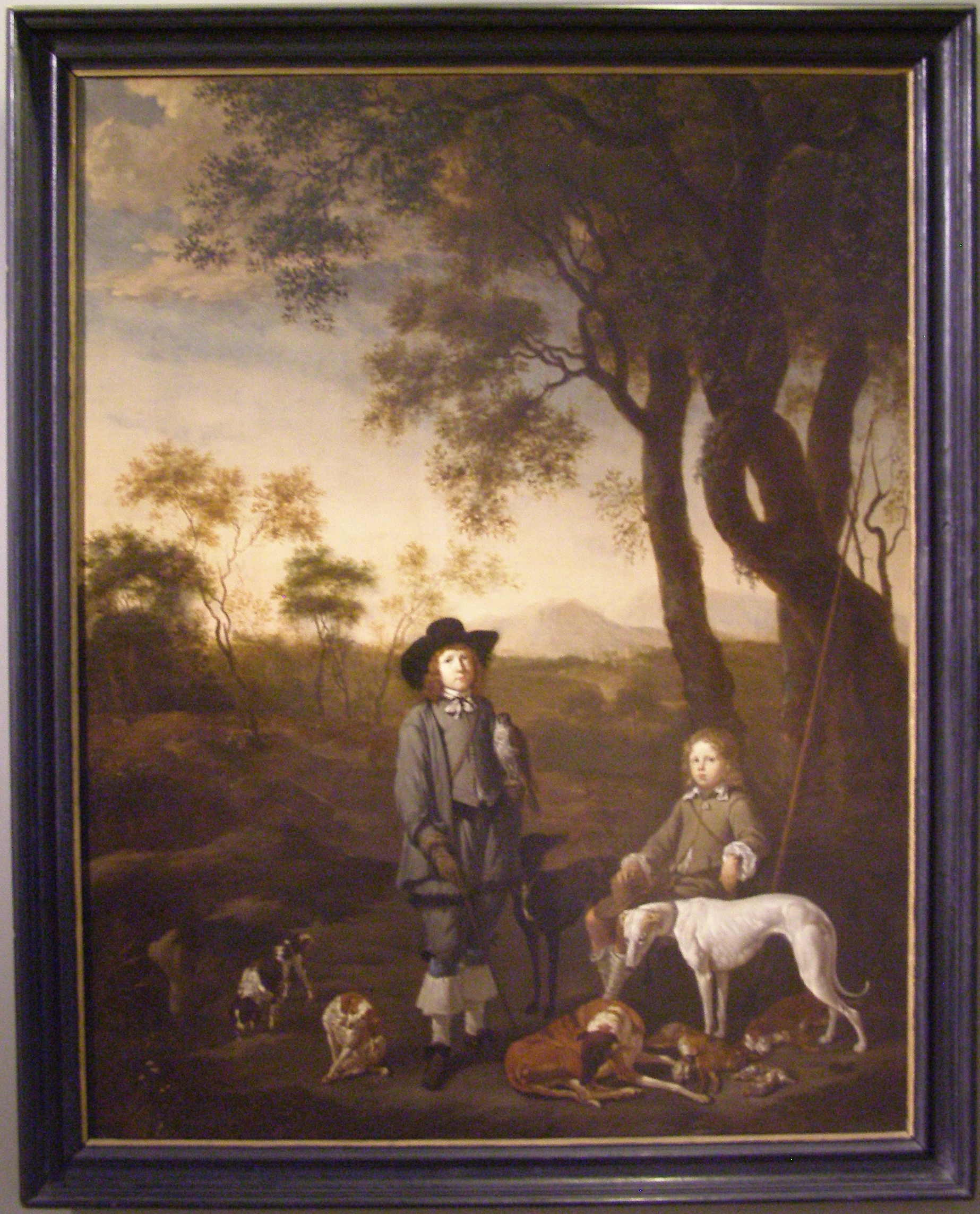
Książęta de Vildt na polowaniu, 1656

Johan de Ducq także Jan Duck (ur. 1629 w Hadze, zm. 1676 tamże) – holenderski malarz, rysownik, grafik, marszand i żołnierz.

## Życiorys
Mało poznany artysta holenderski, długo mylony z Jacobem Duckiem. Uczył się u Paulusa Pottera, gdy ten w latach 1649/52 przebywał w Hadze, oraz prawdopodobnie u Karela Dujardina. Od 1656 był członkiem haskiej gildii malarskiej. Około 1672 porzucił działalność artystyczną dla kariery wojskowej. Zmarł w wyniku ran odniesionych podczas bójki o pieniądze.
Johan de Ducq malował pejzaże i zwierzęta, szczególną biegłość osiągnął w przedstawieniach psów, które często malował na obrazach innych artystów. W Muzeum Narodowym w Gdańsku znajduje się obraz przypisywany Duckowi: Książęta de Vildt na polowaniu z 1656.